# Mike Posner
Michael Robert Posner (Southfield, Michigan, SAD, 12. veljače 1988.), bolje poznat samo kao Mike Posner je američki pjevač, tekstopisac i glazbeni producent iz Detroita, Michigana. Svoju glazbenu karijeru je započeo 2008. godine, a svoja prva dva miksana albuma A Matter of Time i One Foot Out the Door je objavio 2009. godine. U kolovozu sljedeće godine je objavio prvi studijski album 31 Minutes to Takeoff. Album je proizveo tri hit singla "Cooler Than Me", "Please Don't Go" i "Bow Chicka Wow Wow" od kojih je "Cooler Than Me" bio najuspješniji, te je na top ljestvici Billboard Hot 100 debitirao na poziciji broj šest.

## Raniji život
Mike Posner je rođen kao Michael Robert Posner, 12. veljače 1988. godine u Southfieldu, Michiganu. Njegov otac odvjetnik je židov, a majka katolkinja. Mike Posner je pohađao i završio srednju školu Groves. Nakon srednje škole pohađao je sveučilište Duke gdje je diplomirao sociologiju s prosjekom ocjena od 3.59.

## Diskografija

### Studijski albumi
- 31 Minutes to Takeoff (2010.)
- Sky High (2012.)

### Miksani albumi
- A Matter of Time (2009.)
- One Foot Out the Door (2009.)
- The Layover (2011.)

## Vanjske poveznice
- Službena stranica  Arhivirana inačica izvorne stranice od 1. lipnja 2012. (Wayback Machine)
- Mike Posner na Allmusicu
- Mike Posner na Discogsu
- Mike Posner na Billboardu
- Mike Posner  Arhivirana inačica izvorne stranice od 20. lipnja 2012. (Wayback Machine) na MTV
- Mike Posner na Internet Movie Databaseu